# Comuna de Osieck
Osieck (polaco: Gmina Osieck) é uma gmina (comuna) na Polónia, na voivodia de Mazóvia e no condado de Otwock. A sede do condado é a cidade de Osieck.
De acordo com os censos de 2004, a comuna tem 3462 habitantes, com uma densidade 51,3 hab/km².

## Área
Estende-se por uma área de 67,5 km², incluindo:
- área agricola: 57%
- área florestal: 35%

## Demografia
Dados de 30 de Junho 2004:
|                      | Total   | Total | Mulheres | Mulheres | Homens  | Homens |
| -------------------- | ------- | ----- | -------- | -------- | ------- | ------ |
|                      | pessoas | %     | pessoas  | %        | pessoas | %      |
| População            | 3462    | 100   | 1747     | 50,5     | 1715    | 49,5   |
| Densidade (pop./km²) | 51,3    | 100   | 25,9     | 25,9     | 25,4    | 25,4   |

De acordo com dados de 2002, o rendimento médio per capita ascendia a 1352,25 zł.

## Subdivisões
- Augustówka, Czarnowiec, Górki, Grabianka, Lipiny, Natolin, Nowe Kościeliska, Osieck, Pogorzel, Rudnik, Sobieńki, Stare Kościeliska, Wójtowizna.

## Comunas vizinhas
- Celestynów, Garwolin, Kołbiel, Pilawa, Sobienie-Jeziory